# Rikard Roitto
Rikard Roitto, född 22 mars 1974, är en svensk professor i Bibelvetenskap verksam vid Enskilda Högskolan i Stockholm. Roitto är även pastor i Equmeniakyrkan.
Roittos huvudsakliga forskningsprofil är att använda sig av olika beteendevetenskaper, såsom socialpsykologi, kognitionsvetenskap och ritualteori, för att tolka nytestamentliga och andra antika texter.